# Wizardry II: The Knight of Diamonds
Wizardry II: The Knight of Diamonds (oryginalnie wydana jako Wizardry: Knight of Diamonds - The Second Scenario) – gra fabularna wydana w 1982 roku przez firmę Sir Tech, druga gra z serii Wizardry.

## Rozgrywka
Akcja gry rozpoczyna się w oblężonym mieście Llylgamyn, władcy miasta zostali zabici, jedyną nadzieją na ocalenie miasta staje się magiczne berło Gnilda, które potrafi tworzyć magiczną barierę chroniącą przed atakami.
Pod względem graficznym gra jest taka sama jak poprzednia część serii Wizardry: Proving Grounds of the Mad Overlord, zachowano także jej mechanikę rozgrywki utrzymując grę w stylu Dungeon crawl. Gra Wizardry II: The Knight of Diamonds przeznaczona była dla tych graczy, którzy ukończyli pierwszą część gdyż oryginalna wersja umożliwiała jedynie importowanie postaci z tej części serii, dopiero późniejsze wersje dodały możliwość tworzenia postaci i wybierania jednej z predefiniowanych drużyn. Do gry wprowadzono kilka usprawnień takich jak możliwość zapisywania gry w lochu i ulepszanie zaklęć, dodano także kilku nowych przeciwników.
Gra posiadała sześć poziomów, na każdym z poziomów znajdował się fragment zbroi, która była potrzebna do zdobycia magicznego berła.

## Odbiór
Magazyn Softline w 1982 roku docenił grę za różnorodność zadań i potworów. Computer Gaming World w 1991 i 1993 roku uznała Wizardry II za rozczarowującą kontynuację z powodu niewielu nowych możliwości, które dawała.
Knight of Diamonds otrzymał tytuł najlepszej gry przygodowej na komputery w 1983 roku na Origins Game Fair, pokonując między innymi grę Ultima II.